# کبوتر نوک‌دندانی
کبوتر نوک‌دندانی (نام علمی: Didunculus strigirostris) که با نام manumea نیز شناخته می‌شود، کبوتر بزرگی است که فقط در ساموآ یافت می‌شود. این تنها گونه زنده از سردۀ Didunculus است. مطالعات تبارزایی نشان می‌دهد که پایه‌ای‌ترین عضو زنده کلاد کبوتران است. یک گونه منقرض‌شده مرتبط، کبوتر نوک‌دندانی تونگا ( Didunculus placopedetes )، تنها از بقایای زیرفسیلی در چندین سایت باستان‌شناسی در تونگا شناخته شده است.  کبوتر نوک دندان پرنده ملی ساموآ است و بر روی اسکناس 20 تالا و سکه 50 سنه از سری 2008/2011 نمایش داده شده است.

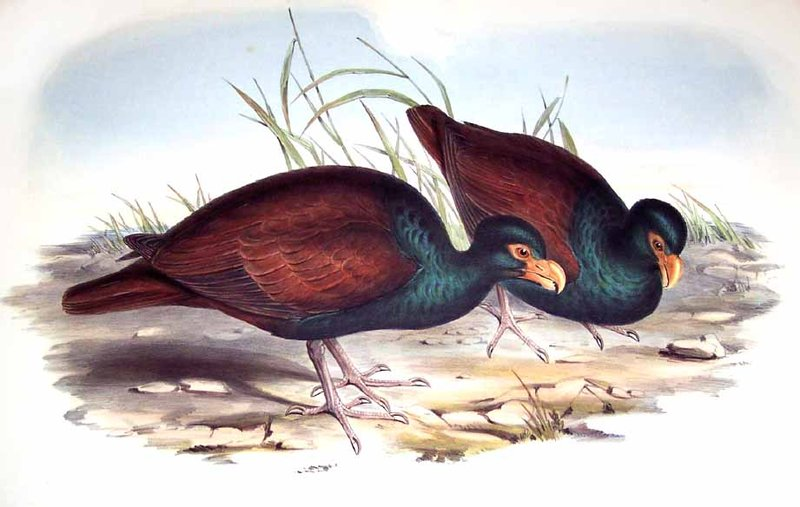
نگاره توسط جان گولد (احتمالاً از نمونه‌های پُرشده)

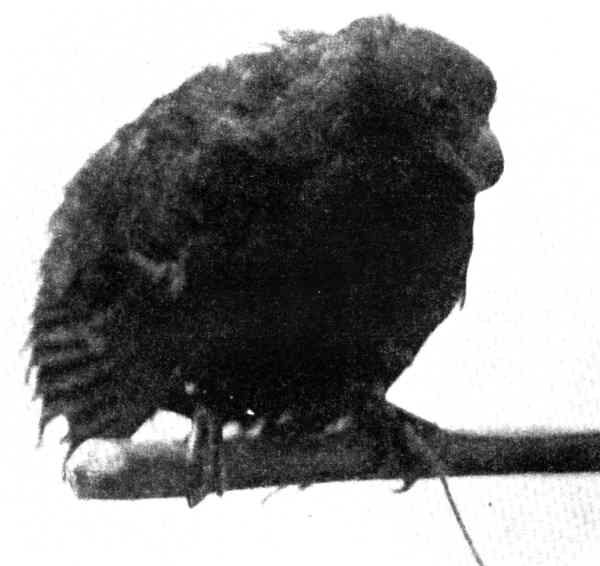
نمونه زنده، 1901